# توداي-جي
تودائي-جي (ياليابانية: 東大寺): من أهم المعابد البوذبة في اليابان، يقع في مدينة نارا. وقد تم بناؤه ح 800 م (أثناء فترة نارا). استوحي تصميمه من المعابد الصينية المعاصرة للفترة، ويعتبر هيكله الخشبي من الخصائص التي تجعله معلماً فريدا من نوعه، فهو أكبر وأقدم البناءات الخشبية المحفوظة في العالم.
بني المعبد حول تمثال كبير طوله 16.20 متراً لبوذا (أو لدايبوتسو)، التمثال الأصلي لم يتبق منه إلا بعض الأجزاء البسيطة. وهذه بعض أبعاد التمثال الحالي:
- الطول الإجمالي: 30 مترا
- طوله وهو جالس: 14,98 مترا
- الوجه: 5,33 مترا
- العين: 1,02 مترا
- الأنف: 0,5 مترا
- الأذن: 2,54 مترا

تم تصنيف المعلم منذ عام 1988 م ضمن قائمة اليونيسكو للتراث الثقافي العالمي.

## تاريخ

### أصولها
يمكن تأريخ بداية بناء المعبد حيث يقع مجمع كينسوسين جي اليوم إلى 728 م، عندما أنشأ الإمبراطور شومو كينسوسين جي (金鐘 山寺) كاسترضاء للأمير موتوي (جا: 基 王)، ابنه الأول مع عشيرة فوجيوارا قرينته Kōmyōshi. توفي الأمير موتوي بعد عام من ولادته.
خلال حقبة تينبيو، عانت اليابان من سلسلة من الكوارث والأوبئة. بعد تجربة هذه المشاكل ، أصدر الإمبراطور شومو مرسومًا في 741 لتعزيز بناء المعابد الإقليمية في جميع أنحاء الأمة. في وقت لاحق في 743 خلال عهد تينبيو، أمر الإمبراطور ببناء دايبوتسو عام 743. تم تعيين Tōdai-ji (لا يزال Kinshōsen-ji في ذلك الوقت) كمعبد إقليمي لمقاطعة ياماتو ورئيس جميع المعابد الإقليمية. مع الانقلاب المزعوم من قبل ناجايا في 729، تفشى مرض الجدري حوالي 735-737، ساءت بسبب عدة سنوات متتالية من المحاصيل السيئة، تلاها تمرد بقيادة بواسطة Fujiwara no Hirotsugu في 740، كانت البلاد في وضع فوضوي. اضطر الإمبراطور شومو إلى نقل العاصمة أربع مرات، مما يشير إلى مستوى معين من عدم الاستقرار خلال هذه الفترة.

## معرض

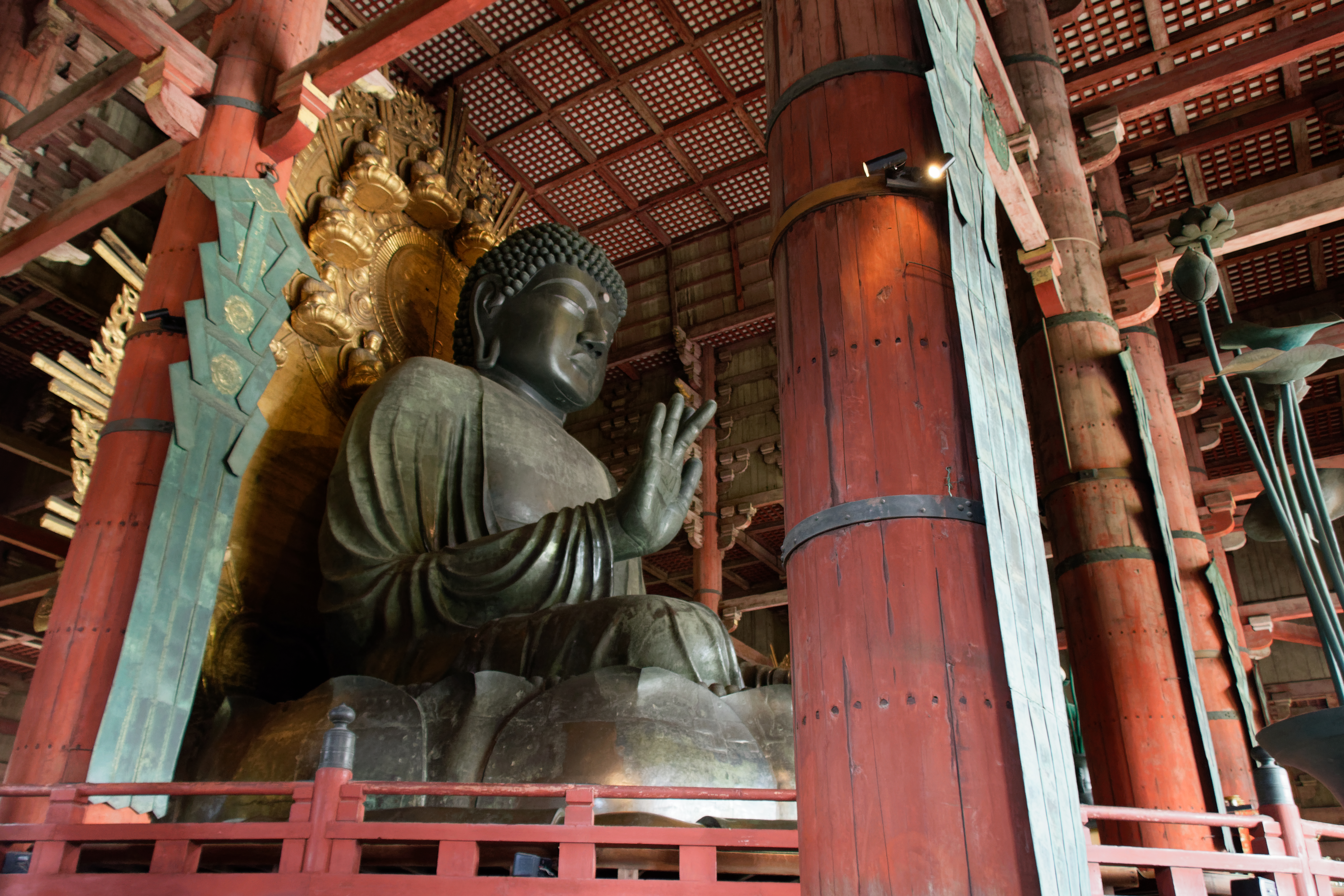
تمثال بوذا الكبير، نارا
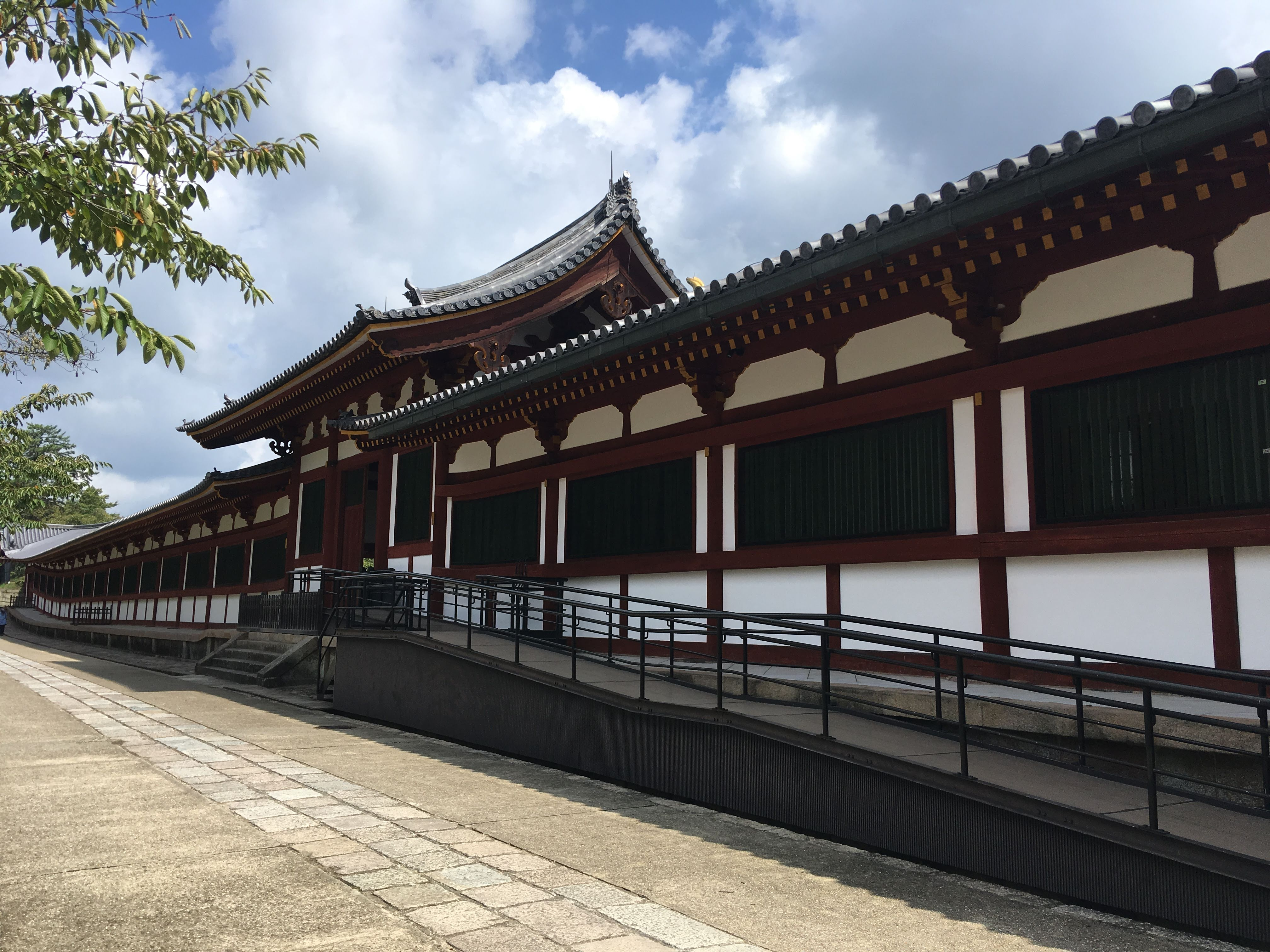
الجدار الغربي للمعبد
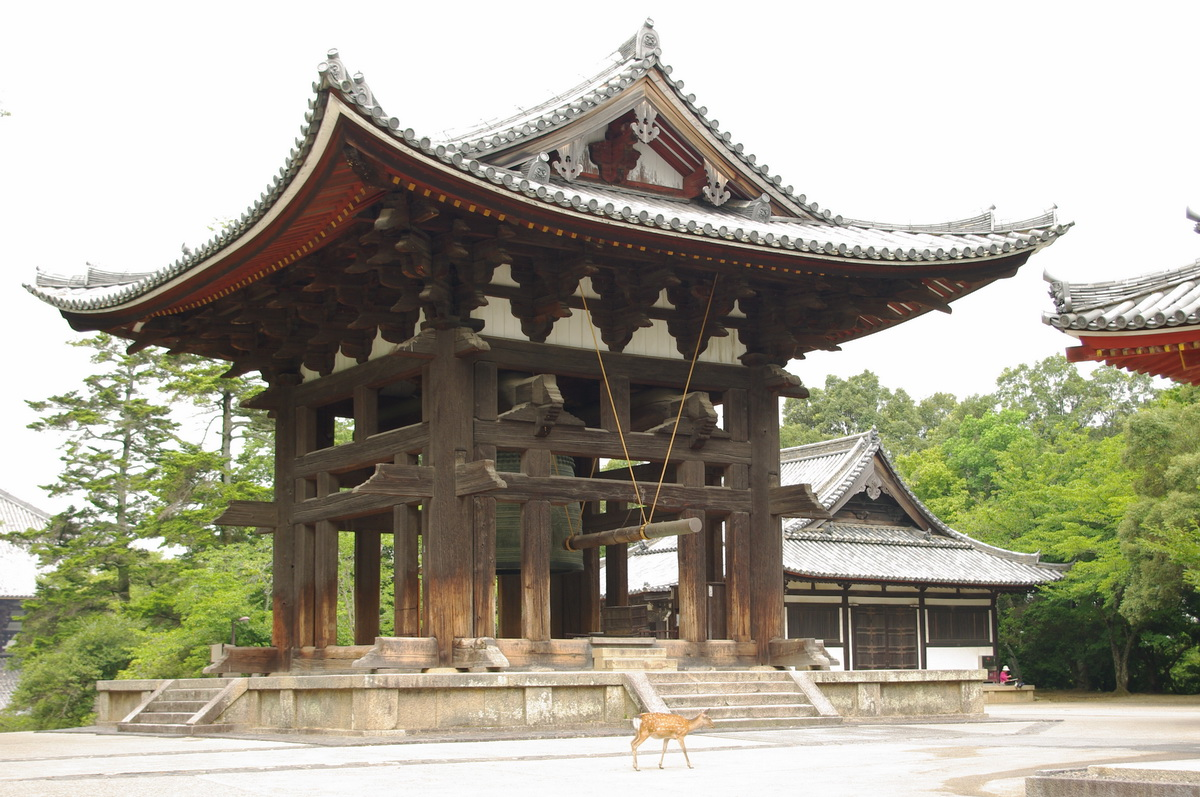
جزء من المعبد
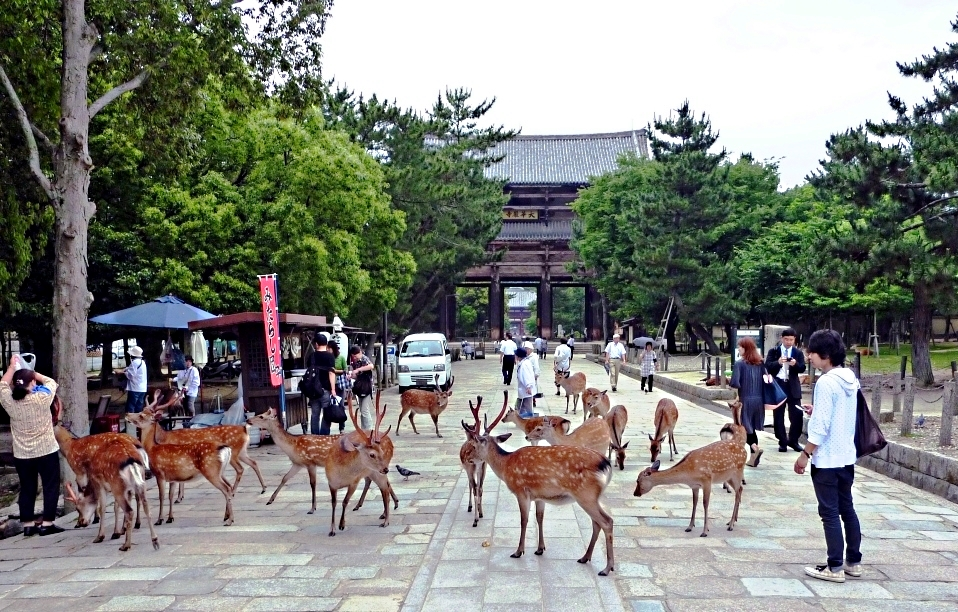
غزلان في الحديقة

## اقرأ أيضاً
- تاريخ اليابان
- توفوكو-جي